# Denman-Gletscher
Der Denman-Gletscher ist ein etwa 13 bis 19 km breiter Gletscher im ostantarktischen Königin-Marie-Land, der nach einer Fließstrecke von 130 km in das Shackleton-Schelfeis östlich von David Island mündet.
Mitglieder der Australasiatischen Antarktisexpedition (1911–1914) unter der Leitung des australischen Polarforschers Douglas Mawson entdeckten ihn im November 1912. Mawson benannte ihn nach Thomas Denman, 3. Baron Denman (1874–1954), dem damaligen Generalgouverneur von Australien und Schirmherrn der Forschungsreise.
Die Eismasse des Gletschers entspricht etwa 1,5 m Meeresspiegelanstieg. Die Gletscherzunge reicht in das Shackleton-Schelfeis hinein und umfasste, Mitte der 2010er Jahre, eine Fläche von etwa 24.000 km².
Eine genaue Kartierung des Reliefs an der Sohle des Antarktischen Eisschildes in den Jahren vor 2019 zeigte, dass sich unter dem Denman-Gletscher der tiefste Punkt der Oberfläche der kontinentalen Erdkruste befindet. Unter dem Gletscher liegt der Denman-Canyon, ein Canyon, der eine Tiefe von 3500 m unter dem Meeresspiegel erreicht. Bis zu dieser Entdeckung hielt der Bentley-Subglazialgraben diesen Rekord mit 2496 m unter dem Meeresspiegel.

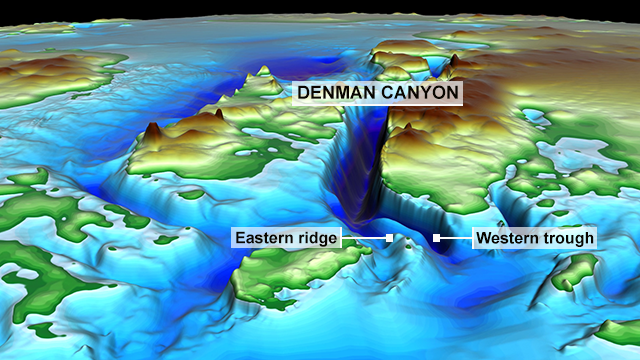
Form des Gletscherbetts

Der Gletscher hat zwischen 1979 und 2017 etwa 270 Gt Eismasse verloren. Satellitengestützte Interferometrie-Messungen zeigen, dass die Aufsetzlinie des Gletschers zwischen 1996 und 2017/2018 um 5,4 km landwärts zurückgegangen ist. Die Ostflanke der Aufsetzlinie wird nunmehr von einem untermeerischen Rücken stabilisiert. Im westlichen Teil setzt sich der Rückgang entlang einer 1800 m unter dem Meeresspiegel tiefen submarinen Rinne fort, die sich zum Denman-Canyon vertieft. Mit den Gezeiten dringt wahrscheinlich warmes Wasser unter den Aufsetzbereich des Gletschers und schmilzt ihn von unten ab. Sollte sich der Prozess fortsetzen und warmes zirkumpolares Tiefenwasser in den Bereich unter dem Gletscher eindringen, könnte es zu einem raschen Rückgang des Denman-Gletschers kommen.
Vom Gletscher kalbende Eisberge bilden an einer untermeerischen Untiefe den Pobeda.